# Ferdinand Schmid (Manager)
Ferdinand Schmid (* 25. Februar 1925 in Berchtesgaden; † 19. November 2013 in München) war ein deutscher Manager. Bekannt wurde er als Chef der Münchener Augustiner-Brauerei, deren Direktor er bis 1991 war. Bis an sein Lebensende leitete er die Edith-Haberland-Wagner Stiftung, die zu 51 Prozent Eigentümerin der Augustiner-Brauerei ist.

## Leben
Schmid wuchs in Berchtesgaden auf, studierte Jura und war von 1957 an Geschäftsführer des Vereins der Münchener Brauereien. Von 1967 bis 1970 war er für die Münchener Löwenbrauerei tätig. Schließlich wechselte er in die Geschäftsleitung der Augustinerbrauerei, wo er bis 1991 persönlich haftender Gesellschafter war. Seit 1996 war er Vorsitzender der Edith-Haberland-Wagner Stiftung.
In seiner Zeit als Gesellschafter der Augustiner-Brauerei sorgte er nach einer Äußerung des Münchener Oberbürgermeisters Christian Ude dafür, dass „Augustiner den Zeitgeist verschlafen habe“; Schmid verzichtete für Augustiner bewusst auf Werbung und festigte damit das Bild von Augustiner als einer sehr erfolgreichen Traditionsbrauerei. Die Gründung der Edith-Haberland-Wagner Stiftung, dem Hauptanteilseigner der Brauerei, die zugleich eine Übernahme der Brauerei durch Investoren unmöglich macht, ging ebenfalls auf Schmid zurück. Für seine Verdienste um die Firma Augustiner-Bräu und die dazugehörigen Gaststätten wurde Schmid in München als Bierheiliger oder Bierpatron tituliert.
Schmid galt als medienscheu.

## Arbeit der Edith-Haberland-Wagner Stiftung
Die Edith-Haberland-Wagner Stiftung hat unter anderem in München ein Bier- und Oktoberfestmuseum eingerichtet, die Ausmalung (Restaurierung) der Stadtkirche Alter Peter unterstützt, die Restaurierung der Orangerie in Stift Stams in Tirol unterstützt, das Wirtshaus am Bavariapark an der Theresienwiese und den Stiftskeller in Innsbruck. Die Pfarrei der Kirche Sankt Peter hat zum Dank für die Unterstützung der Restaurierung einer Figur des Deckenfreskos Hermenegild Peiker das Aussehen von Ferdinand Schmid gegeben. Für die tierärztliche Fakultät der LMU München hat die Stiftung den Ankauf einer Sammlung historischer veterinärmedizinischer Instrumente finanziert.

## Auszeichnungen
- Ehrendoktorwürde der Tierärztlichen Fakultät der Ludwig-Maximilians-Universität München (2010)
- Goldene Ehrenmünze der Landeshauptstadt München (2006)
- Bundesverdienstkreuz I. Klasse (1987)
- Medaille München leuchtet in Silber und Gold
- Ehrenpreis für sein Lebenswerk, Goldene BierIdee (2009) des Bayerischen Brauerbundes und des Bayerischen Hotel- und Gaststättenverbandes[2]
- Bayerische Verfassungsmedaille in Gold (2013)

## Film über Schmid
- Georg Antretter: Das gute Gewissen der Bierstadt München – Ferdinand Schmid